# Trinity San Antonio
Trinity San Antonio (ur. 28 października 2003 w Agana Heights) – amerykańska koszykarka, reprezentująca Portoryko, olimpijka z Paryża 2024.

## Kariera

### Kariera reprezentacyjna
Z reprezentacją Portoryka wzięła udział w Mistrzostwach Świata 2022 oraz  w Igrzyskach Olimpijskich w Paryżu w 2024.

### Kariera klubowa
Gra dla drużyn uniwersyteckich w lidzie Western Athletic Conference. W sezonach 2021–2023 dla California Baptist University, w sezonie 2023–2024 dla Grand Canyon University.

## Życie prywatne
Urodziła się w Agana Heights na Guamie. Dorastała w Moreno Valley, w Stanach Zjednoczonych.